# Monaster św. Mikołaja w Obyczu
Monaster św. Mikołaja – prawosławny klasztor w Obyczu, funkcjonujący między XIV a XVII stuleciem i ponownie w latach 1923–1953. 
Prawosławny męski klasztor w Obyczu działał od XIV w., wskazywana jest dokładna data 1368 jako moment powstania wspólnoty. Monaster przetrwał do 1605, gdy został całkowicie zniszczony przez Tatarów. Na jego miejscu został otwarty klasztor unicki, który szybko zakończył działalność. Prawosławny męski klasztor w Obyczu odnowił swoją działalność w XIX w., ale przed 1918 został ponownie zamknięty. 
Polski Autokefaliczny Kościół Prawosławny otworzył monaster św. Mikołaja przy parafialnej cerkwi w Obyczu w lutym 1923. Powodem tej decyzji była rewindykacja monasteru św. Mikołaja w Dubnie, rozmieszczonego w obiektach dawnego klasztoru franciszkańskiego zamkniętego w XIX w. z polecenia carskiej administracji. Polscy biskupi prawosławni uznali zasadność decyzji o rewindykacji tych budynków i przenieśli zamieszkujące je mniszki najpierw do skitu św. Jerzego na Kozackich Mogiłach, a po dwóch latach właśnie do Obycza. Monaster został rozlokowany w kompleksie zabudowań w uroczysku Tataryniec za wsią. Składał się on z parafialnej cerkwi z 1809, dwóch drewnianych budynków mieszkalnych oraz kilku obiektów gospodarczych. Według danych z 1934 mniszki dysponowały 62 hektarami ziemi. Utrzymywały się z pracy w gospodarstwie oraz w pracowni rękodzieła. Przy monasterze funkcjonował przytułek dla piętnastu prawosławnych osieroconych dziewczynek. 
Monaster funkcjonował w okresie międzywojennym bez przeszkód, mimo kilkakrotnie wyrażanych przez wojewodę wołyńskiego zastrzeżeń co do samego faktu jego istnienia. Wojewoda był zdania, że prawosławne duchowieństwo jest niechętne państwu polskiemu i dlatego nowy klasztor w Obyczu nie powinien zostać otwarty. Mimo to monaster przetrwał, a także zachował swój majątek ziemski, który w pierwotnych planach miał podlegać parcelacji. Z uwagi na nie najlepszą sytuację materialną wspólnoty, była ona w mniejszym stopniu niż inne klasztory prawosławne na Wołyniu zobowiązana do partycypowania w kosztach utrzymania seminarium duchownego w Krzemieńcu, szkoły duchownej przy monasterze w Dermaniu, Synodu Biskupów i konsystorza diecezji wołyńskiej. W 1925 w monasterze przebywało dwanaście mniszek i 27 posłusznic. W 1936 liczba ta wzrosła do 21 mniszek, 31 posłusznic i dwóch mnichów. Przełożoną klasztoru była w 1931 ihumenia Eugenia (Bataszowa), w 1938 – ihumenia Maria (Tinkowa). Był to drugi pod względem liczby mniszek prawosławny żeński klasztor w międzywojennej Polsce, po monasterze w Korcu.
Klasztor został w 1953 zamknięty. Zamieszkujące go mniszki zostały przeniesione do monasteru Objawienia Pańskiego w Krzemieńcu, z którego z kolei usunięto zamieszkujących go wcześniej mnichów, dzieląc wspólnotę.